# Río Desaguadero (Titicaca)
El río Desaguadero es un río compartido entre Bolivia y Perú (formando frontera por 14 km), atraviesa y divide a las localidades fronterizas de Desaguadero del Departamento de Puno y Desaguadero del Departamento de La Paz, siendo el principal de la cuenca endorreica del lago Titicaca, donde se origina, descargando las aguas excedentes hasta el lago Poopó (tras un recorrido de más de 300km por territorio boliviano), donde se evacuan principalmente a través de un fuerte proceso de evaporación. Su cuenca representa el 21 % del área del Sistema TDPS. Como la cuenca del Titicaca, la del Desaguadero está enmarcada por las cordilleras Oriental y Occidental, con el altiplano en su parte central.

## Historia
Este río era conocido en tiempos precolombinos con los nombres de Aullagas o Chacamarca.

## Geografía
El río Desaguadero nace en el lago Titicaca, descargando el agua excedente. En la parte más próxima a la embocadura con el lago Titicaca, formando la laguna Aguallamaya de 96 km², hay un primer y corto tramo de 14 km que forma la frontera natural entre el Perú y Bolivia. A continuación discurre en dirección sureste, cruzando el departamento de La Paz y luego el departamento de Oruro, donde desemboca en el Lago Poopó, tras un recorrido de 436 km. El río pasa cerca de las localidades de Calacoto, Ulloma y Puerto Japonés.
En sus márgenes, en territorio boliviano, sus aguas son utilizadas para el riego, a pesar del alto contenido en sales minerales.
A lo largo del río Desaguadero se identifican los siguientes trechos:
- Del kilómetro 0 al km 63: Llanuras anchas (del Puente Internacional a Nazacara);
- Del km 63 al km 226: Zona montañosa (de Nazacara a Chilahuala); y
- Del km 226 at km 398: Llanuras de inundación (de Chilahuala al lago Poopó),

La pendiente media es del 0.45 por mil (45 cm por cada km).

## Variaciones en el lago Titicaca
El valle del río es geológicamente poco estable, y el deslizamiento de sus laderas, en la primera parte del río, en las proximidades del lago Titicaca, es responsable de las variaciones del nivel del lago. En efecto, en la década de los 1990 se han encontrado ruinas precolombinas en las márgenes de islas del lago, a un nivel inferior al nivel medio actual, lo que indica claramente que en épocas anteriores el nivel del lago era inferior.
El último evento importante de elevación del nivel del lago Titicaca se dio a inicio de los años 1980. A raíz de este evento los dos países, Bolivia y Perú han elaborado, con el apoyo de la Unión Europea, un Plan Director para el manejo de los recursos hídricos de toda la cuenca. Como resultado de este esfuerzo internacional se han ejecutado las siguientes acciones:
- Programa de Waru-Waru;
- Programa de construcción de defensas ribereñas;
- Programa de dragado del río Desaguadero;
- Construcción de compuertas en la embocadura del río para el manejo de los niveles del lago.

## Caudal
El lago Titicaca no es la única fuente del río Desaguadero. De hecho, recibe a lo largo de su viaje hasta el lago Poopó una serie de afluentes de la cordillera de los Andes que pertenecen a su cuenca y aumentan el caudal de agua del río, siendo el mayor el río Mauri. Las mediciones de 1960 a 1990 dieron los siguientes caudales:
- a la salida del lago Titicaca: 35 m³/s;
- en Calacoto (antes de la confluencia con el río Mauri): 52 m³/s;
- en Ulloma: 77 m³/s;
- en Chuquiña: 89 m³/s;

Una medición en marzo de 2017 dio los siguientes caudales:
- A la salida del lago Titicaca: 2.34 m³/s;
- Después de la confluencia con el río Mauri: 7.72 m³/s;
- En Eucaliptus: 4.40 m³/s (registrándose disminución de caudal por razones desconocidas)

En agosto de 2016 los campesinos de la región del río, alertaron de que el caudal del río iba disminuyendo paulatinamente, y se alarmaron cuando vieron un caudal mucho menor que el acostumbrado años o décadas anteriores.

Teniendo en cuenta el hecho de que, a lo largo de su curso, se debe considerar el importante caudal consistente en las grandes cantidades necesarias para el riego, se estima que sólo un tercio de las aguas del río Desaguadero que llegan al lago Poopó provienen de lago Titicaca.
El suministro continuo de agua a través de sus propios afluentes permiten al río Desaguadero, a medida que avanza, convertirse en más regular. Así, en su nacimiento, puede tener incluso un caudal nulo o negativo, que significa una inversión del curso superior. En casos de extrema disminución de las aguas del Titicaca (en una excepcional sequía), dado que la pendiente en este primer tramo es igual a cero, el curso se invierte y el río Desaguadero alimenta el lago en lugar de ser alimentado por él.

### Las crecidas

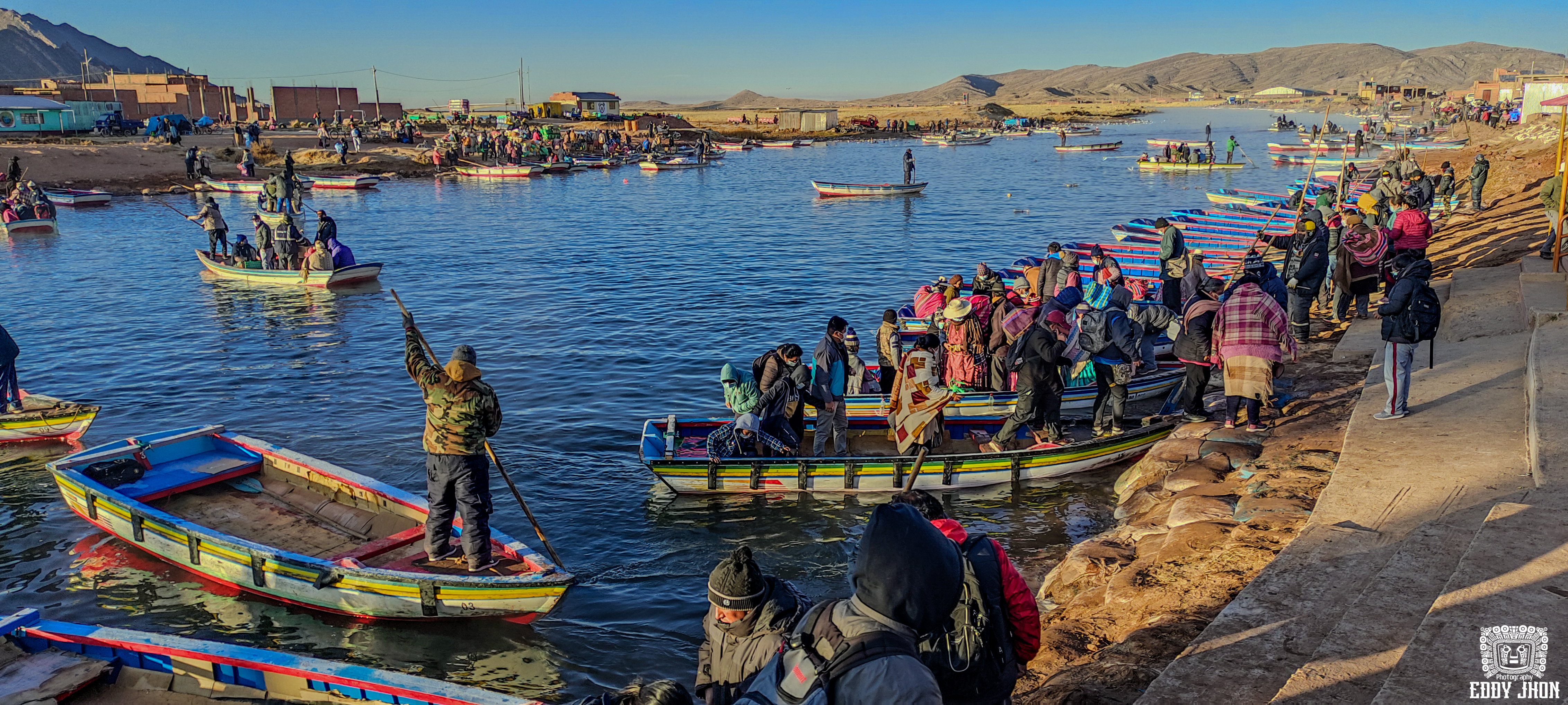
Río Desaguadero (Frontera Perú - Bolivia

Las crecidas del río Desaguadero en el Puente Internacional están obviamente determinadas por los niveles máximos del lago Titicaca. Estas, por lo demás, sufren una primera laminación en la Laguna de Aguallamaya, situada inmediatamente aguas abajo del puente.
La contribución del Alto Desaguadero (intercuenca Calacoto-Puente Internacional) a las crecidas del río Desaguadero es significativamente superior a la del Río Mauri, a pesar de que la cuenca de este último es mayor. En la intercuenca conviene citar especialmente a los ríos Callaccame, Llinqui y Jacha Mauri, cuyas crecidas pueden ser particularmente violentas, del orden de 500 m³/s para un período de retomó de 50 años y de 1.000 m³/s para 1.000 años. De hecho, en la serie histórica de 18 años ya produjeron un evento de caudal máximo superior a 400 m³/s. A este respecto conviene recordar que, dado que las crecidas de estos ríos ocurren generalmente en los meses de enero a marzo, cuando el lago Titicaca aún no ha alcanzado sus niveles máximos, una parte de dichos caudales puede penetrar en el propio lago, produciendo flujos negativos que han superado los 70 m³/s. Sin embargo esta posibilidad puede ser controlada desde que se han construido las compuertas en proximidad con el Puente Internacional.
Las avenidas extremas del Bajo Desaguadero son producidas igualmente por sus tributarios. No obstante, dada la gran extensión de los lagos Poopó y Uru Uru, dichas avenidas no aportan el volumen de agua requerido para llevar a estos lagos a unos niveles límites, efecto que sí se logra con unas descargas sostenidas del Titicaca en período de aguas altas.